# ケン・オルセン
ケネス・ハリー・オルセン（英:Kenneth Harry Olsen、1926年2月20日 - 2011年2月6日）は、アメリカ合衆国の技術者。1957年にハーラン・アンダーソンと共にディジタル・イクイップメント・コーポレーション (DEC) を創業した人物。

## 生い立ち
コネチカット州ブリッジポートで生まれ、近郊のストラトフォードで育った。父の両親はノルウェーからの移民で、母の両親はスウェーデンからの移民である。夏休みに機械工場で働き始めたのが技術者としての経歴の始まりである。ラジオの修理を行い、近所で発明家として評判になった。
1944年から1946年までアメリカ海軍で兵役につき、その後マサチューセッツ工科大学 (MIT) で電気工学の学士号（1950年）と修士号（1952年）を得た。

## 経歴
MITで学んでいるころ、アメリカ合衆国海軍省の科学技術本部 (ONR) でのコンピュータを使ったフライトシミュレータ製作要員として勧誘された。また、MITでの初のトランジスタを使ったコンピュータの研究を指揮した。MITリンカーン研究所で技術者としてTX-2プロジェクトに従事した。
1957年、MITでの同僚だったハーラン・アンダーソンと共に起業。彼らはまず Georges Doriot が創業した初期のベンチャーキャピタルである American Research and Development Corporation に出資してもらった。1960年代、オルセンは飽和型スイッチ、ダイオード変圧ゲート回路、磁気コアメモリ、ラインプリンター用バッファなどの特許を取得した。
オルセンは温情主義（干渉主義）的経営スタイルと技術革新を助成する姿勢でよく知られていた。技術革新を大切にし、今では多くの産業分野で採用されているマトリクス経営のような技法を広めた。
1986年、フォーチュン誌はオルセンを「アメリカで最も成功した起業家」と評し、IEEEは同年 Engineering Leadership Recognition Award を授与した。1988年には Glenn Rifkin と George Harrar がオルセンの伝記 The Ultimate Entrepreneur: The Story of Ken Olsen and Digital Equipment Corporation を出版している。

## その後の経歴
1987年から一連の悪名高いスピーチを始め、それが一部の人々から間接的に「UNIX陰謀論」を示したものとされた。DECの顧客にとって VMS が最良の選択であると信じ、その強みをよく口にしていたが、VAX用の自社製UNIX Ultrix の開発にも承認を与えていた。しかし、UltrixがDEC全体として熱心にサポートされたことはない。
1980年、Vermilye Medal を受賞。Advanced Modular Solutions の会長に就任した。また、宗教・政治団体 The Family に多額の寄付をしていた。
1993年、アメリカ国家技術賞、IEEEファウンダーズメダルを受賞。
マサチューセッツ州ウェナムにあるゴードン・カレッジの理事を務めていた。2008年に完成した同大学の Ken Olsen Science Center はオルセンに捧げられている。そのロビーは Digital Loggia of Technology と呼ばれ、DECのテクノロジーと歴史を展示している。

## 死
2011年2月6日、インディアナポリスのホスピスにて死去。84歳没。ゴードン・カレッジがその死を発表したが、死因は明らかにしていない。遺族も死の詳細については何も語っていない。

## 語録
次に挙げる2つのオルセンの言葉は文脈から切り離されて引用されることが多く、真意があまり理解されていない。
1977年、オルセンは「個人が自宅にコンピュータを持つ理由はない」という有名な言葉を残した。この言葉はコンピュータが家庭に普及した時代になってからは「赤っ恥の預言」と表現されるように、将来を見通しそこねたものとみなして引用されることが多い。しかし彼が想定していたコンピュータというのは、PCのようなものではなく、SFに出てくるようなホームオートメーション制御用であった。彼は事ある毎に自宅にコンピュータを所有していることを公言していた。『DECの興亡』によれば、2000年1月3日に著者との間でおこなわれた会話で「創業当初から我が家にはパソコンがありました。」「ずっと昔、パソコンが全ての面において私たちを支配すると信じられていました。ですから、私は、もしも、あなたが夜中に冷蔵庫から何かを盗んだのに、そのことをコンピュータに入力しなかったら、コンピュータが考えた次の食事の計画は、めちゃくちゃになってしまうよ、って言ったのです。」と述べている。
1992年、「人々はパーソナルコンピュータの管理に疲れてきて、端末を欲するようになるだろう。その端末はウィンドウズを搭載しているかもしれない」と述べた。シンクライアントとウェブにおけるクライアント・サーバモデルを予見した言葉である。ただし「ウィンドウズ (windows)」という言葉は Microsoft Windows を指したものではなく、ウィンドウシステム一般を指したものである。